# Markbygdspartiet
Markbygdspartiet (MBP) var ett lokalt politiskt parti som var registrerat för val till kommunfullmäktige i Marks kommun. Partiet var representerat i Marks kommuns kommunfullmäktige 1994–2018. Det bildades 1994 som en lokal fortsättning på Ny demokrati. Mandatperioderna 2002–2006 samt 2014–2018 var man med och styrde kommunen tillsammans med de borgerliga partierna och Miljöpartiet. Partiledare var Henry Sandahl. Inför valet 2018 meddelade Sandahl att han slutar som politiker och att partiet därmed skulle läggas ned.
I valet 2014 fick Markbygdspartiet 7,48 procent av rösterna. Störst stöd hade partiet i valdistriktet Horred-Öxnevalla-Istorp, där man fick 18,73 procent av rösterna.

## Valresultat
| År   | Röster | %     | Mandat |
| ---- | ------ | ----- | ------ |
| 1994 | 1 096  | 5,0   | 3 / 51 |
| 1998 | 1 446  | 7,24  | 4 / 51 |
| 2002 | 1 343  | 6,86  | 4 / 51 |
| 2006 | 2 196  | 10,77 | 6 / 51 |
| 2010 | 1 641  | 7,62  | 4 / 51 |
| 2014 | 1 643  | 7,48  | 4 / 51 |